# Jan Zajíček (lední hokejista)
Jan Zajíček (* 26. ledna 1951 Uherský Ostroh) je bývalý československý hokejový obránce.

## Hráčská kariéra
Prvoligovou kariéru začal jako osmnáctiletý v klubu TJ Gottwaldov, následně přišla základní vojenská služba, nejprve v hodonínském oddíle, druhý rok sloužil v trenčínské Dukle, tehdy ještě hrající druhou ligu. Po návratu do Gottwaldova, který se v té době pohyboval mezi nejvyšší soutěží a druhou ligou, na sebe upoutal pozornost tak, že po sestupu týmu v sezóně 1974/1975 přestoupil do prvoligové pražské Sparty, kde vydržel sedm sezón. Závěr kariéry strávil po jedné sezóně v Brně a Benátkách nad Jizerou.
V roce 1970 se účastnil Mistrovství Evropy juniorů, kde získal stříbrnou medaili, v týmu hrál společně s hráči, z kterých se stali následně úspěšní reprezentanti, např. Jiří Králík, František Kaberle, Miroslav Nový či Jaroslav Pouzar.
Reprezentační premiéru odehrál v sezóně 1974/1975, v roce, kdy jeho tým sestupoval z ligy. Bylo to 27. března 1975 v Praze proti týmu Finska, premiéra byla úspěšná, vstřelil gól na 6:3, zápas skončil 7:5. Jako reprezentant se zúčastnil jednoho šampionátu, a to MS 1978, které se konalo v Praze a Bratislavě. Před domácími fanoušky získal stříbrnou medaili za vítězným SSSR. O umístění mezi SSSR a ČSSR rozhodl rozdíl branek (SSSR 25, ČSSR 23).
V reprezentačním dresu odehrál celkem 46 zápasů a vstřelil 7 gólů.